# Hylaeus canariensis
Hylaeus canariensis is een vliesvleugelig insect uit de familie Colletidae. De wetenschappelijke naam van de soort is voor het eerst geldig gepubliceerd in 1983 door Erlandsson.